# Hermann Buchal
Hermann Franz Joseph Buchal (* 17. Januar 1884 in Patschkau, Provinz Schlesien; † 30. August 1961 in Jena) war ein deutscher Komponist, Pianist, Organist, Chorleiter und Musikpädagoge.

## Leben
Hermann Buchal war das achte von neun Kindern des Patschkauer Buchhändlers und Druckereibesitzers Gustav Buchal (1841–1916) und dessen Ehefrau Martha Bittner (1855–1915). In seiner Geburtsstadt besuchte er die Volksschule und das humanistische Gymnasium, das er 1906 abschloss. Mit acht Jahren wurde er Sängerknabe an der Pfarrkirche St. Johannes Evangelist. Ab seinem fünfzehnten Lebensjahr spielte er die Orgel in den Schülergottesdiensten des Gymnasiums.
Ab 1906 studierte Buchal am Königlichen Akademischen Institut für Kirchenmusik in Berlin bei Arthur Egidi (Musiktheorie), Franz von Hennig (Klavier), Theodor Krause (Gesang), Hermann Schröder (Violine) und Carl Thiel (katholische Kirchenmusik). Seit 1907 nahm er an der Königlichen Akademie der Künste Kompositionsunterricht bei Friedrich Gernsheim. Parallel zu seinem Studium wirkte er in Berlin ab 1907 an der Kirche Ss. Corpus Christi und 1910 an St. Paulus als Chorleiter und Organist.
1910 schloss Buchal sein Studium ab und wurde ans Konservatorium in Beuthen O/S berufen, wo er in den folgenden Jahren Klavier, Orgel, Musiktheorie und Komposition unterrichtete. 1915 wurde er zum Kriegsdienst eingezogen und erst in Frankreich, dann auf dem Balkan stationiert. Ab Sommer 1916 war er ein Jahr lang freigestellt, um am Beuthener Gymnasium Musik zu unterrichten. Nach Kriegsende 1918 wirkte er in Beuthen als Privatmusiklehrer. Im Juli 1921 erhielt er eine Anstellung als Dozent für Klavier und Komposition am Schlesischen Konservatorium in Breslau, dessen Direktion er 1924 übernahm. Daneben unterrichtete er von 1931 bis 1936 Harmonielehre und Kontrapunkt am Institut für Musikerziehung der Schlesischen Friedrich-Wilhelms-Universität. Von 1932 bis 1938 war er Chorleiter an der Kirche St. Petrus Canisius.
Kurz nach seinem Amtsantritt als Direktor des Schlesischen Konservatoriums rief Buchal gemeinsam mit Gerhard Strecke, den er als Leiter des Privatmusiklehrer-Seminars nach Breslau berufen hatte, sowie den außerhalb Schlesiens wirkenden Komponisten Arnold Mendelssohn, Richard Wetz und Alfred Schattmann die „Gilde schlesischer Tonsetzer“ ins Leben, die bis 1936 bestand und sich für Aufführungen der Werke schlesischer Komponisten einsetzte.
1936 wurde das Schlesische Konservatorium durch die Nationalsozialisten verstaatlicht und zur Schlesischen Landesmusikschule umgestaltet. Buchal erschien den Machthabern wegen seiner Treue zur Katholischen Kirche als Direktor untragbar. Er wurde durch Heinrich Boell ersetzt, erhielt allerdings den Titel eines stellvertretenden Direktors und blieb weiterhin Dozent für Klavier, Musiktheorie und Komposition.
1944 wurde ihm die Ehrenbürgerschaft seiner Geburtsstadt Patschkau verliehen.

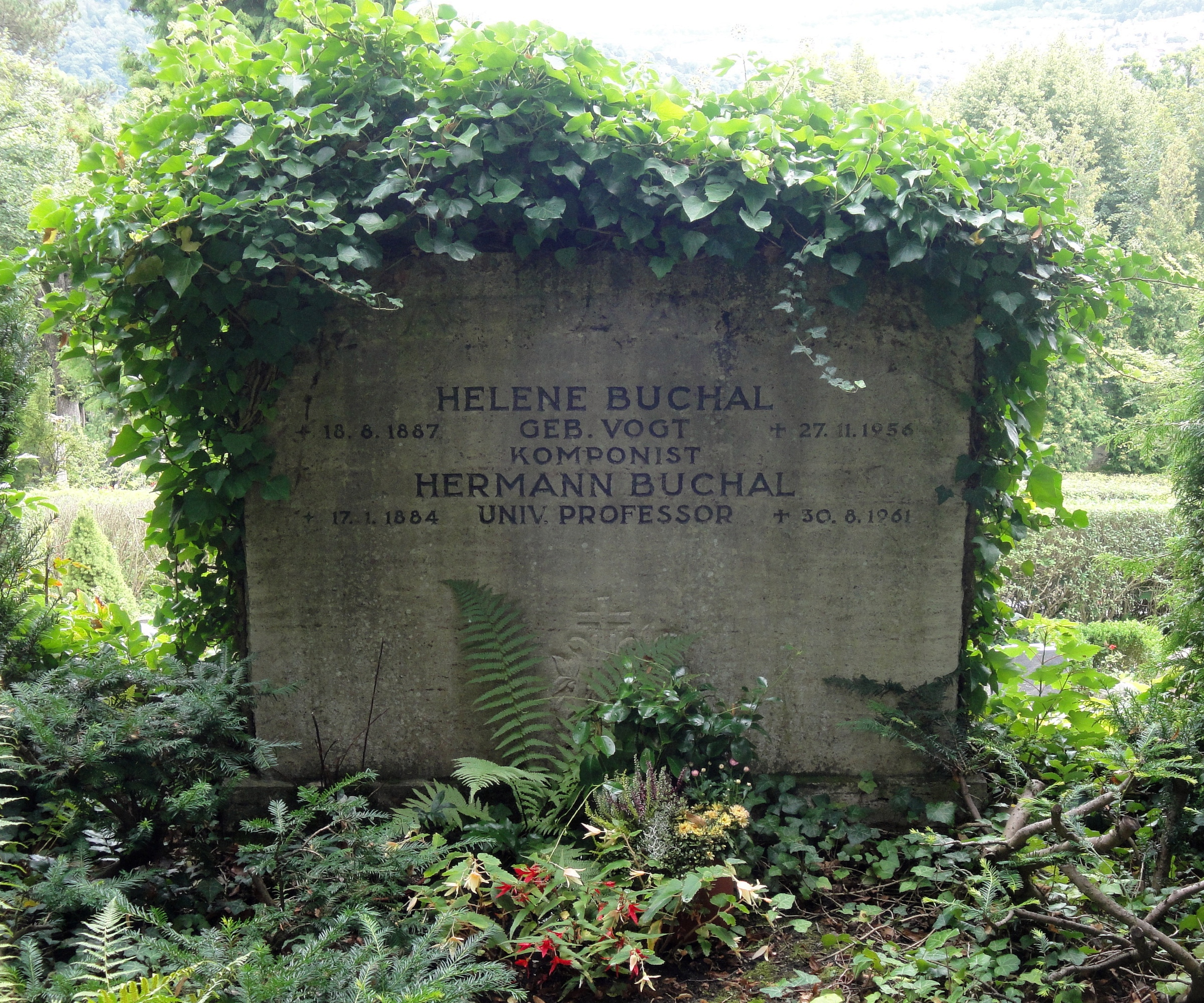
Grabstätte von Helene und Hermann Buchal, Nordfriedhof Jena

Im Januar 1945 wurde Buchal nach Bolkenhain evakuiert, von wo er vor den Kriegshandlungen über Zittau nach Pisek geflohen war. Ab Juni 1945 hielt er sich wieder in Patschkau auf. Im Juni 1946 wurde er von den polnischen Behörden aus Schlesien ausgewiesen und gelangte er als „Umsiedler“ nach Görkwitz, auf das Territorium der späteren DDR. Bedingt durch die Vertreibung hatte er den Großteil seiner Habe, einschließlich zahlreicher Partiturmanuskripte, in Schlesien zurücklassen müssen.
Durch Vermittlung seines Jugendfreundes Hans Lukaschek, damals thüringischer Landwirtschaftsminister, erhielt Buchal im Oktober 1946 die Berufung als Dozent für Klavier und Musiktheorie an die Friedrich-Schiller-Universität Jena. 1950 wurde er dort zum Professor ernannt. 1952 erfolgte auf eigenen Wunsch seine Emeritierung.
Hermann Buchal war zweimal verheiratet: Seine erste Ehe schloss er 1911 in Beuthen mit Helene Vogt (1887–1956), die er bereits aus seiner Schulzeit kannte. Nach ihrem Tod heiratete er 1958 in Jena Flora Buchal, die verwitwete Tochter eines Verwandten. Beide Ehen blieben kinderlos. Hermann Buchal ruht gemeinsam mit seiner ersten Frau in einem Ehrengrab auf dem Jenaer Nordfriedhof.
Sein schriftlicher Nachlass befindet sich heute im Hochschularchiv/Thüringischen Landesmusikarchiv Weimar.

## Schaffen
Hermann Buchals Werkverzeichnis reicht bis zur Opuszahl 103 und erstreckt sich über ein großes Gattungsspektrum. Er schrieb Orchesterwerke, Kammermusik, Klavierwerke, Chormusik, Lieder und drei Opern. Infolge des Zweiten Weltkriegs, der Flucht und Vertreibung ging etwa ein Viertel seiner Kompositionen verloren oder wurde vernichtet. Beispielsweise existieren von seinen neun Sinfonien (einschließlich zweier nicht nummerierter Jugendwerke) nur noch vier, von seinen drei Opern nur noch eine. Über die Auslagerung seiner Manuskripte schrieb Buchal 1949 an Rudolf Walter:

„[…] daß ich leider die größere Hälfte all meiner Werke, die ich bei Verwandten in Namslau untergebracht habe, als verloren betrachten muss. […] Die kleinere Hälfte meiner Werke, die in Patschkau bei Verwandten untergebracht war, ist zwar gerettet, aber ich mußte bei meiner Ausweisung aus Schlesien im Juni 46 bis auf ganz wenige Sachen alles beim Bruder des Domkapellmeisters Blaschke, in Patschkau zurücklassen […]“

Gedruckt wurden zu Lebzeiten des Komponisten vorwiegend Lieder und geistliche Vokalwerke, während der Großteil seiner Instrumentalmusik unveröffentlicht blieb. Der Nachlass des Komponisten wird im Thüringischen Landesmusikarchiv an der Hochschule für Musik Franz Liszt Weimar verwahrt.
Buchal blieb in seinem Schaffen zeitlebens der Dur-Moll-Tonalität und traditionellen Gattungen verpflichtet, weshalb er von zeitgenössischen Kommentatoren als „Romantiker“ eingestuft wurde. Er selbst charakterisierte sich dagegen als einem klassischen Kunstideal verpflichtet:

„Haben Sie schon einmal einen Romantiker kennen gelernt, dem Polyphonie ein stetes inneres Bedürfnis ist? Der immer wieder und mit unverminderter Liebe zur Fuge zurückkehrt? Der über dem Inhalt als dem Wesentlichen die klare, ja strenge Form nicht zu vergessen sucht? Wenn Sie mit mir einig sind, dass der romantischen als der ausgesprochen gefühlsbetonten Haltung die klassische als jene gegenübersteht, in der Gefühl und ratio sich die Waage halten, dann bekenne ich mich ohne Einschränkung zur letzteren.“

Joseph Thamm beschrieb Buchals geistliche Chormusik wie folgt:

„Die Polyphonie bei Buchal ist außerordentlich dicht. In der Imitationstechnik verfährt er durchaus nicht schematisch, sondern läßt die nachfolgenden Stimmen je nach Bedarf in freien Intervallen einsetzen. Überraschende Modulationen setzen hohe Musikalität der Sänger voraus, und die Intonation ist keineswegs immer leicht.“

## Werke
(Wenn nicht anders angegeben, sind die Kompositionen Manuskript.)

### Orchestermusik
- Klavierkonzert Nr. 1 Es-Dur op. 11 (Kistner & Siegel)
- Eine Totenklage (dem Gedächtnis unserer gefallenen Helden) für Orchester op. 21 (Kistner & Siegel)
- Sinfonie Nr. 1 C-Dur op. 42 (Kistner & Siegel)
- Violinkonzert a-Moll op. 69
- Sinfonie Nr. 5 d-Moll op. 73
- Klavierkonzert Nr. 2 h-Moll op. 74
- Sinfonische Festmusik für Streichorchester op. 89 (Edition Peters)
- Sinfonie Nr. 6 Es-Dur op. 94
- Sinfonie Nr. 7 h-Moll op. 97

### Kammermusik
- Violinsonate Nr. 1 E-Dur op. 27
- Violinsonate Nr. 2 d-Moll op. 33
- Kleine Musik für Klaviertrio A-Dur op. 40
- Largo und Fuge aus der Sonate für Violine solo op. 43, Nr. 2 (veröffentlicht als Musikbeilage zur Zeitschrift Der Oberschlesier, 1928, Jg. 10, Heft 4)
- Streichtrio F-Dur op. 66
- Klavierquintett fis-Moll op. 71
- Violasonate e-Moll op. 78
- Streichquartett Nr. 3 fis-Moll op. 80
- Violinsonate Nr. 3 g-Moll op. 82
- Streichquartett Nr. 4 C-Dur op. 84
- Englischhornsonate Es-Dur op. 86 (Breitkopf & Härtel)
- Klaviertrio Nr. 2 a-Moll op. 92
- Violoncellosonate D-Dur op. 102
- Streichquartett Nr. 5 C-Dur op. 103

### Klaviermusik
- Fünf Intermezzi op. 17 (Bote & Bock)
- Klaviersonate Nr. 1 c-Moll op. 19 (Hainauer)
- Variationen über eine Volksweise vom Balkan op. 31 (Hainauer)
- Klaviersonate Nr. 2 g-Moll op. 39
- Sechs Klavierstücke op. 46 (Laumann)
- Variationen und Fuge über ein Thema von Mozart op. 75 (Laumann)
- Klaviersonate Nr. 3 C-Dur op. 81
- Tage und Nächte op. 83 (Laumann)
- Klaviersonate Nr. 4 fis-Moll op. 95 (Laumann)

### Oper
- Dagmars Hochzeit, Oper in 3 Akten op. 87 (Text nach Theodor Storm)

### Chormusik
- Angelus für 3 Solo-Frauenstimmen und vierstimmigen gemischten Chor op. 1 (Sulzbach, Berlin)
- Totenmarsch für vierstimmigen gemischten Chor und Orchester op. 4
- Weihnachtskantate für Sopran, gemischten Chor und Orchester op. 30
- Messe A-Dur für Frauen- oder Männerchor op. 35
- Maria, Oratorium für Soli, gemischten Chor und Orchester op. 44
- Sechs Offertorien für 4 Adventssonntage und 2 Weihnachtstage für vierstimmigen gemischten Chor op. 45 (Coppenrath, Altötting)
- Messe C-Dur für gemischten Chor op. 47
- Sechs Tantum Ergo für vierstimmigen gemischten Chor op. 48 (Littmann, Breslau)
- Mahomets Gesang für gemischten Chor nach Johann Wolfgang von Goethe op. 50 (Ries & Erler)
- Der Gottsucher, Kantate für Tenor, Chor, Orchester und Sprecherin op. 52
- Zwei Minnelieder für gemischten Chor op. 58 (Kistner & Siegel)
- Der Wanderer, große Kantate für Bariton, Chor, Orchester und Sprecherin nach Carl Hauptmann op. 59
- Feuerspruch für vierstimmigen gemischten Chor nach Gerhart Hauptmann op. 72
- Messe g-Moll für zweistimmigen gemischten Chor und Orgel op. 77
- Te Deum für Soli, gemischten Chor und Orchester op. 79
- Hymnen zur Fronleichnamsprozession für einstimmigen Chor und Bläser oder Orgel op. 85 (Fassung mit Orgelbegleitung veröffentlicht in: Geistliche Musik in Schlesien, Laumann, siehe unten „Literatur“)
- Drei vierstimmige gemischte Chöre nach Gedichten von Carl Hauptmann op. 88
- Messe F-Dur für vierstimmigen gemischten Chor und Orgel op. 90
- Zwei Apokalyptische Hymnen für vierstimmigen gemischten Chor, Blechbläser und Pauken op. 91
- Missa Regina pacis für vierstimmigen gemischten Chor op. 99
- Marienruf für vierstimmigen gemischten Chor op. 100
- Liudgerus-Lied für gemischten Chor WoO
- Zwei Chöre a cappella WoO

### Werke für Sologesang
- Sechs Lieder für Singstimme und Klavier op. 7 (Bratfisch, Frankfurt (Oder))
- Gesänge von der schönen Melusine für Sopran und Klavier op. 10
- Sieben Lieder für Singstimme und Klavier op. 56
- Sechs Lieder für Singstimme und Klavier nach Conrad Ferdinand Meyer op. 57
- Frauenseele, Liederzyklus für Sopran und Orchester (oder Klavier) nach Gedichten von Marie Oberdieck op. 62 (Kistner & Siegel)
- Neun Lieder im Volkston nach Gedichten von Emil Grimm für mittlere Stimme und Klavier op. 65 (Hessen-Verlag)
- Der Singegarten, ein Liederbuch für Singstimme und Klavier (46 Lieder nach verschiedenen Dichtern) op. 70
- Ave Maria für Sopran und Orgel op. 93 (St. Benno-Verlag)
- Acht Lieder für Singstimme und Klavier nach Franz Doppler op. 96
- Fünf Lieder für Singstimme und Klavier nach Franz Doppler op. 101
- Sieben Lieder für Singstimme und Klavier (Ries & Erler, 1911) (Sammelband mit Liedern aus unterschiedlichen, sonst verschollenen Sammlungen verschiedener Opuszahlen)
- Fünf Lieder für Singstimme und Klavier (Ries & Erler 1933) (Sammelband mit Liedern aus unterschiedlichen, sonst verschollenen Sammlungen verschiedener Opuszahlen)

### Schriften
- Largo und Fuge für Violine solo aus op. 43. In: Beilage zu Der Oberschlesier, 1928, Jg. 10, Heft 4, S. 2 und 3; digitarium.pcss.pl (PDF).

### Verschollene Werke (Auswahl)
- Klaviertrio Nr. 1 F-Dur op. 32
- Der Paria, Oper in 1 Akt op. 36
- Streichquartett Nr. 1 a-Moll op. 37
- Zwei Sonaten für Violine solo (a-Moll, C-Dur) op. 43[6] (bis auf Largo und Fuge der Sonate Nr. 2 verschollen, siehe oben)
- Streichquartett Nr. 2 A-Dur op. 49
- Von Schlesiens Burgen und Klöstern, sinfonische Ballade für Orchester op. 53
- Das ewige Wort, Oratorium für Soli, Chor und Orchester op. 54
- Sinfonie Nr. 2 F-Dur op. 55
- Messe D-Dur für Soli, gemischten Chor und Orchester op. 60
- Sinfonie Nr. 3 c-Moll op. 61
- Die heilige Krone, Oper in 3 Akten op. 64
- Sinfonie Nr. 4 A-Dur Lied der Liebe mit Schlusschor nach Friedrich Hölderlin op. 68